# Referendum in Luxemburg 2005
Am 10. Juli 2005 fand ein Referendum in Luxemburg über die Annahme des 2004 von den Vertretern der Europäischen Union unterzeichneten Vertrags über eine Verfassung für Europa statt. Der Vertrag wurde von den Abstimmenden mehrheitlich angenommen.

## Vorgeschichte
Der Vertrag wurde von allen großen politischen Parteien in Luxemburg befürwortet und hätte theoretisch einfach durch Parlamentsbeschluss ratifiziert werden können. Am 28. Juni 2005 stimmten alle 55 sich beteiligenden Abgeordneten der luxemburgische Abgeordnetenkammer einstimmig in erster Lesung für die Annahme des Vertrages. Die luxemburgische Regierung entschloss sich jedoch, wegen der Bedeutung und Tragweite des Vertrages, und um die demokratische Legitimierung des Vertragsabschlusses zu unterstreichen, eine Volksabstimmung abzuhalten. Der Vertrag sollte erst dann in zweiter Lesung der Abgeordnetenkammer erneut vorgelegt, von dieser endgültig beschlossen und damit rechtsgültig werden, wenn die luxemburgischen Wähler im Referendum dem Vertragsentwurf mehrheitlich zugestimmt hatten. Dem luxemburgischen Referendum waren allerdings schon die beiden Referenden in Frankreich (am 29. Mai 2005) und in den Niederlanden (am 1. Juni 2005) vorangegangen, bei denen die Wähler den Vertrag jeweils mehrheitlich abgelehnt hatten. Trotzdem bestand der damalige Premierminister Luxemburgs Jean-Claude Juncker darauf, die Abstimmung wie geplant in Luxemburg stattfinden zu lassen und kündigte an, dass er von seinem Amt zurücktreten werde, sollten die Wähler den Vertrag ablehnen.

## Abstimmung
Den 220.717 Stimmberechtigten wurde folgende Frage vorgelegt:

„Sind Sie für den Vertrag über eine Verfassung für Europa, unterzeichnet in Rom, am 29. Oktober 2004?“

Ergebnisse des Referendums nach Gemeinden

Die Abstimmung ergab folgendes Ergebnis:
| Antwort         | Stimmen | Prozent |
| --------------- | ------- | ------- |
| Zustimmung      | 109.494 | 56,52 % |
| Ablehnung       | 84.221  | 43,48 % |
| Gültige Stimmen | 193.715 | 100 %   |

Es wurden 199.609 Stimmen abgegeben. Die Wahlbeteiligung lag damit bei 90,4 %. 193.715 (97,05 %) Stimmzettel waren gültig, 5.894 (2,95 %) ungültig. Insgesamt ergab sich eine Mehrheit für die Vertragsannahme. In der Mehrheit der 118 luxemburgischen Gemeinden stimmten die Wähler für die Annahme. In den in der folgenden Tabelle aufgeführten 9 Gemeinden gab es mehr „Nein“- als „Ja“-Stimmen. Die Gemeinden lagen mehrheitlich an der Grenze zum französischen Lothringen.
| Gemeinde            | Kanton              | Prozent Nein-Stimmen |
| ------------------- | ------------------- | -------------------- |
| Esch-Sauer          | Wiltz               | 58,16                |
| Rümelingen          | Esch an der Alzette | 56,48                |
| Differdingen        | Esch an der Alzette | 55,17                |
| Esch an der Alzette | Esch an der Alzette | 53,24                |
| Petingen            | Esch an der Alzette | 52,89                |
| Kayl                | Esch an der Alzette | 52,77                |
| Sassenheim          | Esch an der Alzette | 52,67                |
| Schifflingen        | Esch an der Alzette | 52,59                |
| Befort              | Echternach          | 50,65                |